# 오싹 비명 캠프
오싹 비명 캠프(영어: Camp Lakebottom)는 캐나다의 애니메이션 시리즈이다.

## 방송 국내
- 미국과 캐나다: 2013년 7월 13일 (디즈니 XD)과 (텔레툰)
- 한국: 2014년 3월 27일 (디즈니 채널)

## 캐릭터
- 맥기

성우: 스콧 맥코드/조현정
주인공 3인방중 한명으로 트러블 메이커.
- 그레첸

성우: 멜리사 알트로/여민정
삼인방중 홍일점.
- 스쿼트

성우: 다렌 프로스트/김현지
파충류나 양서류를 매우 좋아한다.
- 싸이어

성우: 클리프 사운더스/엄상현
물건을 수리하거나 발명품 등을 만드는 것이 특기인 공돌이 좀비.
- 아르망

성우: 애드리안 트러스/신용우
세스쿼치. 전직 비밀 특수요원.
- 로즈버드

성우: 조나단 윌슨/정유미
캠프의 요리장.
- 조던 버트스쿼트

성우: 카터 헤이든/홍범기
전형적인 갑부 아들.
- 수지

성우: 브린 맥올리/박신희
맥기의 누나 허영심이 많은 전형적인 재수없는 스타일의 소녀.